# Гаймера (Індіана)
Гаймера (англ. Hymera) — місто (англ. town) в США, в окрузі Салліван штату Індіана. Населення — 653 особи (2020).

## Географія
Гаймера розташована за координатами 39°11′9″ пн. ш. 87°17′56″ зх. д. / 39.18583° пн. ш. 87.29889° зх. д. (39.185877, -87.298929).  За даними Бюро перепису населення США в 2010 році місто мало площу 1,84 км², уся площа — суходіл.

## Демографія
Згідно з переписом 2010 року, у місті мешкала 801 особа в 306 домогосподарствах у складі 215 родин. Густота населення становила 434 особи/км².  Було 364 помешкання (197/км²).
Расовий склад населення:
| - 99,0 % — білих - 0,2 % — корінних американців |

До двох чи більше рас належало 0,7 %. Частка іспаномовних становила 0,1 % від усіх жителів.
За віковим діапазоном населення розподілялося таким чином: 28,0 % — особи молодші 18 років, 59,3 % — особи у віці 18—64 років, 12,7 % — особи у віці 65 років та старші. Медіана віку мешканця становила 37,5 року. На 100 осіб жіночої статі у місті припадало 98,8 чоловіків;  на 100 жінок у віці від 18 років та старших — 89,8 чоловіків також старших 18 років.
Середній дохід на одне домашнє господарство  становив 45 093 долари США (медіана — 37 386), а середній дохід на одну сім'ю — 50 416 доларів (медіана — 45 375). За межею бідності перебувало 21,1 % осіб, у тому числі 34,2 % дітей у віці до 18 років та 14,9 % осіб у віці 65 років та старших.
Цивільне працевлаштоване населення становило 213 особи. Основні галузі зайнятості: виробництво — 24,9 %, освіта, охорона здоров'я та соціальна допомога — 23,5 %, роздрібна торгівля — 10,3 %, транспорт — 8,5 %.